# USS Block Island (CVE-106)
«Блок-Айленд» (англ. USS Block Island (CVE-106)) — ескортний авіаносець США часів Другої світової війни типу «Комменсмент Бей». Третій корабель з такою назвою у складі ВМС США. Названий на честь протоки Блок-Айленд Саунд (англ. Block Island Sound) поблизу Род-Айленда.

## Історія створення
Авіаносець «Блок-Айленд» був закладений 25 жовтня 1943 року на верфі «Todd Pacific Shipyards» у Такомі. Спущений на воду 10 червня 1944 року, вступив у стрій 30 грудня 1944 року.

## Історія служби
Після вступу у стрій авіаносець «Блок-Айленд» брав участь у десантах на Окінаву (05-06.1945) та Борнео (06-07.1945).
28 травня 1946 року авіаносець був виведений у резерв.
З 1946 по 1950 рік «Блок-Айленд» використовувався як навчальний корабель у Морській академії в Аннаполісі.
З 1951 по 1954 рік корабель використовувався як авіатранспорт.
22 грудня 1957 року почалось переобладнання корабля в десантний вертольотоносець LHP-1, але воно не було закінчене.
7 травня 1959 року «Блок-Айленд» перекласифікований у авіатранспорт AKV-38.
1 липня 1959 року корабель був виключений зі списків флоту і 23 лютого 1960 року проданий на злам.